# Emil Kliment
Emil Kliment (ur. 4 sierpnia 1879 w Wiedniu, zm. 27 stycznia 1965 tamże) – austriacki sztangista.
Czterokrotny mistrz świata (1910, 1911 [dwukrotnie], 1913) oraz trzykrotny mistrz Europy (1912–1914) w podnoszeniu ciężarów, w wadze piórkowej (do 60 lub 62,5 kg).

## Osiągnięcia

### Mistrzostwa świata
- Düsseldorf 1910 –  złoty medal (waga piórkowa)
- Stuttgart 1911 –  srebrny medal (waga piórkowa)
- Berlin 1911 –  złoty medal (waga piórkowa)
- Wiedeń 1911 –  złoty medal (waga piórkowa)
- Wrocław 1913 –  złoty medal (waga piórkowa)
- Wiedeń 1923 –  brązowy medal (waga piórkowa)

### Mistrzostwa Europy
- Wiedeń 1912 –  złoty medal (waga piórkowa)
- Brno 1913 –  złoty medal (waga piórkowa)
- Wiedeń 1914 –  złoty medal (waga piórkowa)